# 1464 Armisticia
1464 Armisticia (1939 VO) là một tiểu hành tinh vành đai chính được phát hiện ngày 11 tháng 11 năm 1939 bởi George Van Biesbroeck ở Williams Bay.